# アカデミー・フランセーズ文学大賞
アカデミー・フランセーズ文学大賞（アカデミー・フランセーズぶんがくたいしょう、Grand prix de littérature de l'Académie française）は、1911年に創設された最も権威のある文学賞のひとつである。

## 概要
アカデミー・フランセーズ小説大賞（アカデミー・フランセーズ賞）が毎年、アカデミー・フランセーズにより最も優れた小説に贈られるのに対して、アカデミー・フランセーズ文学大賞は作家の全作品に対して贈られる。当初は毎年行われたが、1980年からポール・モラン文学大賞と交互に隔年で選出される。
賞金は、アカデミー・フランセーズ小説大賞が2016年以降10,000ユーロであるのに対して、アカデミー・フランセーズ文学大賞は、2011年まで15,000ユーロ、2013年まで20,000ユーロ、2015年以降25,000ユーロである。

## 受賞者一覧
- 1912年 - アンドレ・ラフォン（フランス語版）
- 1913年 - ロマン・ロラン
- 1914年 - (受賞なし)
- 1915年 - エミール・ノリー（フランス語版）
- 1916年 - ピエール＝モーリス・マソン（フランス語版）
- 1917年 - フランシス・ジャム
- 1918年 - ジェラール・ドゥーヴィル（フランス語版）
- 1919年 - ジャン・タロー & ジェローム・タロー(タロー兄弟)
- 1920年 - エドモン・ジャルー（フランス語版）
- 1921年 - アンナ・ド・ノアイユ
- 1922年 - ピエール・ラセール（フランス語版）
- 1923年 - フランソワ・ポルシェ（フランス語版）
- 1924年 - アベル・ボナール
- 1927年 - ジョゼフ・ド・ペスキドゥー（フランス語版）
- 1928年 - ジャン＝ルイ・ヴォードワイエ（フランス語版）
- 1929年 - アンリ・マシス（フランス語版）
- 1931年 - レイモン・エスコリエ（フランス語版）
- 1932年 - フラン＝ノアン
- 1934年 - アンリ・ド・モンテルラン

- 1942年 - ジャン・シュランベルジェ（フランス語版）
- 1945年 - ジャン・ポーラン
- 1946年 - ダニエル・ロプス（フランス語版）
- 1948年 - ガブリエル・マルセル
- 1950年 - マルク・シャドゥルヌ（フランス語版）
- 1952年 - マルセル・アルラン
- 1953年 - マルセル・ブリヨン
- 1954年 - ジャン・ギトン（フランス語版）
- 1955年 - ジュール・シュペルヴィエル
- 1956年 - アンリ・クルアール（フランス語版）
- 1957年 - (受賞なし)
- 1958年 - ジュール・ロワ
- 1959年 - ティエリ・モルニエ（フランス語版）
- 1960年 - シモーヌ・ル・バルジー（英語版）
- 1961年 - ジャック・マリタン
- 1962年 - リュック・エスタン（フランス語版）
- 1963年 - シャルル・ヴィルドラック

- 1964年 - ギュスターヴ・ティボン（フランス語版）
- 1965年 - アンリ・プティ（フランス語版）
- 1966年 - アンリ・グイエ（フランス語版）
- 1967年 - エマニュエル・ベルル（フランス語版）
- 1968年 - アンリ・ボスコ（フランス語版）
- 1969年 - ピエール・ガスカール
- 1970年 - ジュリアン・グリーン
- 1971年 - ジョルジュ＝エマニュエル・クランシエ（フランス語版）
- 1972年 - ジャン＝ルイ・キュルチス（フランス語版）
- 1973年 - ルイ・ギユー（フランス語版）
- 1974年 - アンドレ・ドーテル（フランス語版）
- 1975年 - アンリ・ケフェレック（フランス語版）
- 1976年 - ジョゼ・カバニス（フランス語版）
- 1977年 - マルグリット・ユルスナール
- 1978年 - ポール・ギュット（フランス語版）

- 1979年 - アントワーヌ・ブロンダン（フランス語版）
- 1981年 - ジャック・ローラン（フランス語版）
- 1983年 - ミシェル・モール（フランス語版）
- 1985年 - ロジェ・グルニエ
- 1987年 - ジャック・ブロス（フランス語版）
- 1989年 - ロジェ・ヴリニー（フランス語版）
- 1991年 - ジャック・ラカリエール（フランス語版）
- 1993年 - ルイ・ヌスラ（フランス語版）
- 1995年 - ジャック・ブレネール（フランス語版）
- 1997年 - ベアトリックス・ベック（フランス語版）
- 1999年 - アンドレ・ブランクール（フランス語版）
- 2001年 - ミラン・クンデラ
- 2003年 - ジャン・ラスパイユ（フランス語版）
- 2005年 - ダニエル・サルナーヴ（フランス語版）
- 2007年 - ミシェル・シャイユー（フランス語版）
- 2009年 - ヴァンサン・デルクロワ（フランス語版）
- 2011年 - ジャン＝ベルトラン・ポンタリス（フランス語版）
- 2013年 - ミシェル・ビュトール
- 2015年 - ローランス・コセ（フランス語版）
- 2017年 - シャルル・ジュリエ
- 2019年 - レジス・ドゥブレ